# Jackson Trapp
Christopher Jackson Trapp (* 3. November 1992) ist ein US-amerikanischer Basketballspieler.

## Werdegang
Trapp, dessen Vater American Football in der NFL spielte, nahm nach der Schulzeit an der Fishburne Military School in Virginia und der Lake Highland Preparatory School in Florida ein Studium an der Florida Atlantic University auf. Von 2012 bis 2016 gehörte er der Basketballhochschulmannschaft an. Mit 173 getroffenen Dreipunktewürfen innerhalb von vier Spieljahren setzte sich Trapp in der Bestenliste der Universität auf den vierten Rang. In 119 Begegnungen brachte es der 1,93 Meter große, auf der Spielposition zwei  eingesetzte Trapp auf einen Mittelwert von 7,8 Punkten.
Seine ersten Erfahrungen im Berufsbasketballsport sammelte Trapp in Kanada: Er schloss sich der Mannschaft Island Storm an, zog sich in der Vorbereitung auf die Saison 2016/17 aber einen Fußbruch zu. Er bestritt nur zwei Saisonspiele für die Mannschaft in der kanadischen Liga NBL. Er spielte hernach für die Mannschaft Yakima SunKings in der US-Liga TBL.
Im August 2019 wurde Trapp vom deutschen Zweitligisten Paderborn Baskets unter Vertrag genommen. Der US-Amerikaner war in der Saison 2019/20 mit einem Punkteschnitt von 14,1 je Begegnung zweitbester Korbschütze der Ostwestfalen, nur übertroffen von seinem Landsmann Kendale McCullum. Mit 87 getroffenen Dreipunktewürfen erzielte Trapp den Mannschaftsbestwert. Seine Wege und die der Paderborner trennten sich zunächst, im Februar 2021 kam Trapp nach Paderborn zurück und erreichte bis zum Saisonende 2020/21 in zehn Einsätzen denselben Punkteschnitt wie in der Vorsaison. In der Saison 2021/22 erzielte der US-Amerikaner im Mittel 14,2 Punkte je Begegnung für Paderborn und kam auf 104 getroffene Dreipunktewürfe.
Im Juli 2022 vermeldete ihn der französische Drittligist Les Sables Vendée Basket als Neuzugang. Dort verbrachte er das Spieljahr 2022/23.